# GAGANDO
GAGANDO（ギャギャンドゥ）は、かつて日本に存在した、FromAスキーチームを前身とするレジャースキーのクリエイティブチーム。主に深夜のスキーテレビ番組や、スキーイベントにて活動。

## 概要
- 『GAGANDO』は『GAG MAN DO』からの造語。
- 『GAGANDO』は楽曲が発信するメッセージをスノーシーンで表現するアーティストチーム。
- 『GAGANDO』はスキーのテレビ番組やプロモーションVPを企画製作、出演からウエア製作まで担当するクリエイティブチーム。
- 前身の「FromAスキーチーム」に新たにメンバーを加えてパワーアップ。スノーシーンの魅力を発信する自由形スキー軍団。
- チームメンバーは、主にフリースタイルスキー選手で構成され、国内トップレベルの選手も多く在籍。
- マリンやソフトSMなど、スキー業界以外のファッションとコラボした斬新なチームウェアを着用。
- 初代のGAGANDOウエアである「ボンデージ」は、権威あるskier誌でグランプリを受賞（審査委員長：ヒロナカミチ）。

## チームメンバー
前身の「FromAスキーチーム」同様、メンバーには、専業活動(店舗名など)に由来したニックネームや、メンバーの個性や特徴を活かしたニックネームが全員に付けられていた。
- モーグル斉藤（斉藤雅裕）…日本モーグル界のパイオニア。ジャパンプロモーグル選手権優勝など数々のタイトルを獲得。飯綱リゾートでロッジモーグルハウスを経営。元CABINスキーチーム。
- エアリアル折戸（折戸 進）…元エアリアルの競技者でもあり、ジャパンプロフリースタイルスキー選手権優勝など多くのタイトルを獲得。日本エアリアル界のパイオニア。フロムエースキーチーム発足メンバー。元CABINスキーチーム。
- ダミヤン山口（山口茂樹）…全日本フリースタイルスキー選手権大会コンバインド（総合）の優勝経歴を持ち、後に全日本スキー連盟（SAJ）エアリアルチーフコーチを務める。
- インター原（原 信二）…フリースタイラー。ニックネームの由来は、早稲田で「インタークルー」というスポーツブティックの店の運営に携わっていたため。
- パンツマン土谷（土谷孝幸）…元モーグル選手。
- バンプ時井（時井秀彦）…元モーグル選手 現ANAパイロット。
- ハンマー石関（石関徹也）…元モーグル選手 ギャギャンドゥの斬り込み隊長。
- ドンブリ耕太（白井耕太）…元FromAスキーチーム頑張る隊（読者参加企画のサブメンバー）であったが、その力量の高さからメインメンバーへ昇格してしまう。頑張る隊からの昇格はただ一人だけである。
- 怪物くんハタ（秦 和幸）…心身ともに超フリースタイラー。
- アイスマン及川（及川英治）…安比 スキースクール。
- ドッグ中野（中野勝志）…学者タイプの論理的フリースタイラー。
- イーグル平川（平川富洋）…元モーグル選手＆栂池高原スキー場モーグルコーチ 栂池高原にてロッジ シーハイル経営。
- コマンド貴志（林 貴志）…元モーグル選手。
- スコット斉藤（斉藤俊彦）…フリースタイラー。
- 一撃カツヤ（高宮克也）…フリースタイラー ファンクラブ出身。
- ゲットー鈴木（鈴木洋之 ）…ニックネームの由来は、夏油高原スキー場の協賛シーズンからチームに参加したため。ファンクラブ出身 フリースタイラー。
- ウルフマン学治（荻島学治）…元モーグル選手。
- JBゲロッパ（佐々木徳教）…元モーグル選手 フリースキーProライダー。
- ジャンク マット（松田真佐人）…元モーグル選手。
- シェゲナJO（海端 均）…フリースタイラー 樵マン。
- ファルコン敦子（石川敦子）…元モーグル選手。
- シャコタン明子（小黒明子）…元競技スキーヤー。
- スパンキー路子（山中路子）…フリースタイラー 元Nordika Kestle Girls リーダー。
- ティナ山崎（山崎 操）…スペシャルメンバー。全日本スキー技術選手権大会優勝。ノルン水上スキー場スキースクール校長
- キャンドルTAKAKO（高梨尚子）…元モーグル選手。
- キャンドル裕子（東福寺裕子）…フリースタイラー 元JAL（キャビンアテンダント）。
- 女王様ユウコ（小森裕子）…スペシャルメンバー兼パーソナルスポンサー。
- バットマン小森（小森愼也）…GAGANDOプロデューサー兼ディレクター兼 追撮カメラマン。

## ファンクラブ
GAGANDO公式ファンクラブというものが存在しており各人に会員番号が与えられていた。
特典があり、後述のテレビ番組にファンクラブ代表で出演し、メインメンバーとスキー対決をする企画などがあった。
後にこのファンクラブから、メインメンバーに昇格した者が数名いる。

## テレビ番組
全ての番組ナレーションは斉藤リョーツ&鈴木ケイザブロー。

### Let's! GAGAN DO
1993年 国内16局ネット 1クール 13編放送。
- ロケ地
  - ニセコグランヒラフ（北海道）
  - 安比高原スキー場（岩手県）
- 製作チーム
  - カメラ…小林忠一 / 川添正春 / 木川 聡
  - 追撮カメラ…バットマン小森
  - V.E.…染谷真理 / 桜井悦子
  - エディター…小島壯介
  - ミキサー…大江善保
  - ミュージックD…長田洋一 / バットマン小森
  - コーディネーター…折戸 進 / 土谷孝之
  - チームウエア…バットマン小森 / 芝草京子
  - ディレクター…新井明徳
  - プロデューサー…小森愼也
- オープニング曲
  - 「LET'S GO（IKOZE）」（忌野清志郎＆2・3’S）TOSHIBA EMI

### Armageddon
1994年国内20局ネット 1クール 13編放送。
- ロケ地
  - ニセコグランヒラフ（北海道）
  - 安比高原スキー場（岩手県）
  - ARAIスキーリゾート（新潟県）
- 製作チーム
  - カメラ…川添正春 / 五十嵐誠紀
  - 追撮カメラ…バットマン小森
  - アシスタント…佐渡谷栄康 / 川手 浩
  - エディター…柴崎 弘 / 細川敬志
  - ミキサー…大江善保
  - ミュージックD…バットマン小森
  - コーディネーター…エアリアル折戸
  - マテリアル…スコット土谷
  - チームウエア…バットマン小森 / 芝草京子
  - ディレクター…川添正春
  - プロデューサー…杉山昭親 / 小森愼也
- オープニング曲
  - 「ぬかいち」（小林克也&ザ・ナンバーワンバンド）ビクター音楽産業

### BadChopper
1995年国内20局ネット 1クール 13編放送。
- ロケ地
  - ニセコグランヒラフ（北海道）
  - 夏油高原スキー場（岩手県）
  - ARAIスキーリゾート（新潟県）
  - 苗場スキー場（新潟県）
- 製作チーム
  - カメラ…川添正春 / 五十嵐誠紀 / 木川 聡
  - 追撮カメラ…バットマン小森
  - アシスタント…佐渡谷栄康 / 山下晴規
  - エディター…柴崎 弘 / 細川敬志 / 西村亜紀子
  - ミキサー…大江善保
  - ミュージックD…バットマン小森
  - コーディネーター…デイブ大吉
  - マテリアル…エアリアル折戸
  - チームウエア…バットマン小森 / 芝草京子
  - ディレクター…川添正春
  - プロデューサー…杉山昭親 / 小森愼也
- オープニング曲
  - 「悪魔の叫び」（聖飢魔II）

### SNOW→G
1995年〜1996年 テレビ朝日 2クール 25編放送。
- ロケ地
  - トレブルコーン（ニュージーランド）
  - カドローナ（ニュージーランド）
  - ワナカ（ニュージーランド）
  - クイーンズタウン（ニュージーランド）
  - ニセコグランヒラフ（北海道）
  - ルスツリゾート（北海道）
  - 上越国際スキー場（新潟県）
- オリジナルメンバー以外の出演者
  - 粟野利信（全日本スキー連盟デモンストレーター）
  - 我満嘉治（全日本スキー連盟デモンストレーター）
  - 大盛宏幸（全日本スキー連盟デモンストレーター）
  - 榎並雪彦（全日本スキー連盟デモンストレーター）
  - 三上晃司（プロスノーボーダー）
  - 黒越早苗（プロスノーボーダー）
- 製作チーム
  - カメラ…川添正春 / 小林忠一 / 五十嵐誠紀
  - 追撮カメラ…バットマン小森
  - アシスタント…青山貴文 / 高橋善宣 / 佐々木幸恵
  - エディター…小島壯介 / 柴崎 弘
  - ミキサー…大江善保
  - ミュージックD…バットマン小森
  - コーディネーター…デイブ大吉
  - マテリアル…スコット斉藤
  - チームウエア…バットマン小森 / 鵜飼孝司
  - ディレクター…川添正春
  - プロデューサー…杉山昭親 / 小森愼也
  - チーフプロデューサー…石丸勝彦
- オープニング曲
  - 「オンリー・ユー」（大槻ケンヂ） ニュージーランド編
  - 「いつも心にFIRE」（FEEL SO BAD） 国内編

提供 ゴールドウィン

### SNOW JUNGLE
1996年〜1997年国内20局ネット 2クール 25編放送
- ロケ地
  - トレブルコーン（ニュージーランド）
  - カドローナ（ニュージーランド）
  - ワナカ（ニュージーランド）
  - クイーンズタウン（ニュージーランド）
  - ニセコグランヒラフ（北海道）
  - 白馬コルチナ国際スキー場（長野県）
  - 上越国際スキー場（新潟県）
- オリジナルメンバー以外の出演者
  - 粟野利信（全日本スキー連盟デモンストレーター）
  - 我満嘉治（全日本スキー連盟デモンストレーター）
  - 大盛宏幸（全日本スキー連盟デモンストレーター）
  - 榎並雪彦（全日本スキー連盟デモンストレーター）
- 製作チーム
  - カメラ…川添正春 / 五十嵐誠紀 / 吉岡 稔
  - 追撮カメラ…バットマン小森
  - アシスタント… 佐渡谷栄康 / 田中智光 / 佐藤正剛 / 綱島美恵
  - エディター…柴崎 弘 / 細川敬志
  - ミキサー…大江善保
  - ミュージックD…バットマン小森
  - コーディネーター…デイブ大吉
  - マテリアル…スコット斉藤
  - チームウエア…バットマン小森 / 鵜飼孝司
  - ディレクター…川添正春
  - プロデューサー…杉山昭親 / 小森愼也
- オープニング曲
  - 「GO TO HEAVEN」（SOUP）&「キモちE」（RCサクセション） ニュージーランド編
  - 「Rie`s room」（SECRET JUICE）&「キモちE」（RCサクセション） 国内編

提供 ゴールドウィン

## イベント出演
- ゴールドウインスノーフェスティバル in 志賀高原（一の瀬）（3シーズン）
- クナイスル草津フェスタ
- ぴあバレンタインスノーツアー
- スノージャングルオープンフェスティバル
- スキージャム&ブルーガイドスキースノーフェスティバル
- GAGAN DO 苗場ゲレンデパーティー（4シーズン）
- BEAMSスノーツアー（3シーズン）

## テレビCM 出演・制作
- 白馬コルチナ国際スキー場 1作品
- 夏油高原スキー場 4作品（ラジオCM6作品）
- ellesse 4作品
- GOLDWIN 3作品

## プロモーションVP 出演・製作
- 夏油高原 1作品
- GOLDWIN & ellesse 3作品
- クナイスル 3作品